# Ternant (Puèi Domat)
Ternant-les-Eaux és un municipi al departament del Puèi Domat (regió d'Alvèrnia-Roine-Alps, França). L'any 2007 tenia 45 habitants.

## Demografia

### Població
El 2007 la població de fet de Ternant-les-Eaux era de 45 persones. Hi havia 20 famílies de les quals 4 eren unipersonals (4 dones vivint soles i 4 dones vivint soles), 8 parelles sense fills i 8 parelles amb fills.
La població ha evolucionat segons el següent gràfic:
Habitants censats 

### Habitatges
El 2007 hi havia 40 habitatges, 21 eren l'habitatge principal de la família, 16 eren segones residències i 3 estaven desocupats. 38 eren cases i 1 era un apartament. Dels 21 habitatges principals, 19 estaven ocupats pels seus propietaris, 1 estava llogat i ocupat pels llogaters i 1 estava cedit a títol gratuït; 4 tenien dues cambres, 4 en tenien tres, 7 en tenien quatre i 6 en tenien cinc o més. 8 habitatges disposaven pel capbaix d'una plaça de pàrquing. A 6 habitatges hi havia un automòbil i a 11 n'hi havia dos o més.

### Piràmide de població
La piràmide de població per edats i sexe el 2009 era:
| Homes | Edats   | Dones |
| ----- | ------- | ----- |
| 0     | 95 o +  | 0     |
| 0     | 90 a 94 | 0     |
| 0     | 85 a 89 | 0     |
| 0     | 80 a 84 | 0     |
| 4     | 75 a 79 | 0     |
| 4     | 70 a 74 | 0     |
| 4     | 65 a 69 | 0     |
| 4     | 60 a 64 | 0     |
| 0     | 55 a 59 | 0     |
| 0     | 50 a 54 | 4     |
| 0     | 45 a 49 | 0     |
| 4     | 40 a 44 | 4     |
| 0     | 35 a 39 | 4     |
| 0     | 30 a 34 | 0     |
| 0     | 25 a 29 | 0     |
| 0     | 20 a 24 | 4     |
| 4     | 15 a 19 | 0     |
| 0     | 10 a 14 | 0     |
| 0     | 5 a 9   | 0     |
| 0     | 0 a 4   | 0     |

## Economia
El 2007 la població en edat de treballar era de 28 persones, 19 eren actives i 9 eren inactives. De les 19 persones actives 17 estaven ocupades (8 homes i 9 dones) i 2 estaven aturades (2 homes). De les 9 persones inactives 4 estaven jubilades, 3 estaven estudiant i 2 estaven classificades com a «altres inactius».
Activitats econòmiques
L'únic establiment que hi havia el 2007 era d'una empresa classificada com a «altres activitats de serveis».
L'únic servei als particulars que hi havia el 2009 era un restaurant.
L'any 2000 a Ternant-les-Eaux hi havia 5 explotacions agrícoles.

## Poblacions més properes
El següent diagrama mostra les poblacions més properes.